# Spectroscopie de raze X cu dispersie de energie
Spectroscopia de raze X cu dispersie de energie (EDS, EDX, EDSX sau XEDS) este o tehnică de analiză pentru determinarea compoziției elementare sau a structurii caracteristice a unei probe. Capacitatea de caracterizare a procedurii se bazează pe pricipiul fundamental potrivit căruia fiecare element deține o structură atomică unică, permițând un set unic de valori maxime în spectrul electromagnetic de emisie al acestuia.
Pentru a stimula emisia de raze X caracteristice dintr-o probă, se poate folosi fie o rază de particule încărcate energetic ca electronii sau protonii, fie raze X de mare intensitate, colimate asupra probei investigate.